# Río Huachecsa

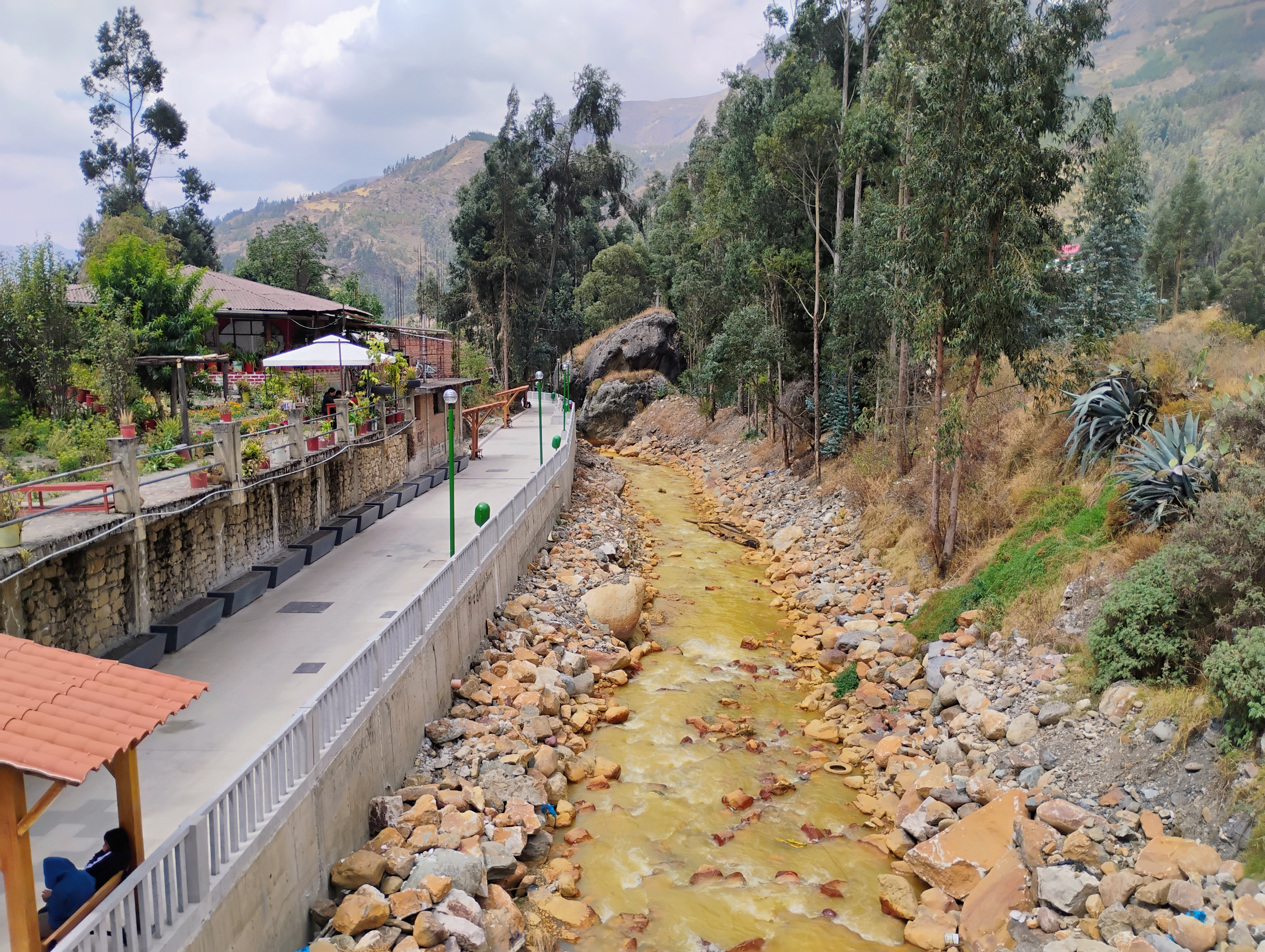
Vista desde el oeste del río Huachecsa desde el puente que une el pueblo con el sitio arqueológico de Chavín

El río Huachecsa, también llamado Mariash y escrito Wacheqsa, es un curso de agua en el distrito de Chavín de Huántar, provincia de Huari en la región Áncash, Perú. Forma parte de la cuenca alta del río Marañón. En la parte norte del pueblo de Chavín de Huántar, se une con el río Mosna. El centro ceremonial de Chavín de Huántar se encuentra en la confluencia de los ríos Huachecsa y Mosna.
Durante la época del fenómeno Chavín, los antiguos chavinos desviaron las aguas del Huachecsa para introducirla en el centro ceremonial y luego, a través de acueductos, entregarla al río Mosna y en menor magnitud al Huachecsa.

## Aluvión de 1945
El aluvión de Chavín de 1945 fue un alud que el 17 de enero de 1945 descendió por el río Huachecsa y afectó el área urbana de la ciudad peruana de Chavín, distrito de la provincia de Huari, en la región Áncash, en el que murieron al menos 500 personas.